# José Taco Llave
José Taco Llave (Cusco, 28 de julio de 1967) es un empresario y político peruano. Fue congresista de la república por la región Cusco en el periodo 2001-2006.

## Biografía
José Taco Llave nació en la ciudad del Cusco el 28 de julio de 1967.
Es empresario dedicado a emisoras radiales y ejerció como asesor de la presidencia del Consejo de Ministros durante el gobierno de Ollanta Humala.
Está casado con Juana Maura Umasi, quien en las elecciones del año 2016 participó en la plancha presidencial de Julio Guzmán por el partido político Todos por el Perú.
Desde el año 1999 hasta el año 2017 militó en Perú Posible, partido político de Alejandro Toledo. En las elecciones parlamentarias del año 2000 participó sin éxito como candidato al Congreso de la República, sin embargo en las elecciones del año 2001, José Taco logró resultar elegido como congresista representante de la región Cusco para el periodo parlamentario 2001-2006.
Como congresista ejerció la presidencia de la Comisión de Vivienda.
Actualmente desde el año 2024 está afiliado al partido político Alianza para el Progreso.

## Controversias
En el año 2005, José Taco fue denunciado de maniobrar una falsificación de firmas para lograr su elección como secretario provincial de Perú Posible en la región Cusco. La denuncia fue hecha por un militante del partido quien acusó a Taco de hacer la falsificación de firmas tras haber perdido su elección como secretario del partido en Cusco.
También generó polémica cuando protagonizó un incidente en estado de ebriedad, junto con miembros de su seguridad, en la ciudad de Lima.